# Вашингтон-стрит (Манхэттен)
Ва́шингтон-стрит (англ. Washington Street) — улица в нижнем Манхэттене.

## Описание
Вашингтон-стрит расположена на западе Манхэттена и делится на три части. Первая часть, самая южная, берёт начало от Бэттери-парка и ограничивается у мемориала 11 сентября улицей Олбани-стрит. Следующая часть улицы расположена к северу от мемориала между улицами Веси- и Баркли-стрит. Самая длинная часть пролегает от Хуберт-стрит на юге в районе Трайбека до 14-й улицы в Митпэкинге на севере. Параллельно улице на западе проходит Уэст-стрит, переходящая в 11-ю авеню, параллельно на востоке — Гринвич-стрит. Вашингтон-стрит пересекается такими улицами, как Кристофер-, Хаустон- и Канал-стрит. Улица проходит через районы Митпэкинг, Сохо и Трайбека. Движение по этой части улицы одностороннее. К югу от пересечения с Канал-стрит оно направлено на север, к северу — соответственно, на юг.
Из примечательных зданий, расположенных на Вашингтон-стрит, можно отметить Здание лабораторий Белла, бывшую лабораторию компаний Bell Telephone и Western Electric, расположенную между Бетун- и Бэнк-стрит. В ней проводились разработки электронной лампы, радиолокационных установок, звуковых фильмов и цифровых компьютеров. Вдоль северной части улицы пролегает конец парковой аллеи Хай-Лайн, созданной из бывшей надземной железной дороги.

## История
Вашингтон-стрит была разбита в 1808 году на участке, выделенном из территории, принадлежащей церкви Троицы. Улица получила своё название в честь первого президента США, Джорджа Вашингтона. Вплоть до 1940-х годов южная часть улицы являлась центром района маленькая Сирия. В этом районе проживали арабы-христиане, иммигрировавшие с территорий, на которых ныне находятся Ливан и Сирия. Газета The New York Times описывала район как «арабское сердце Нью-Йорка». К середине 1940-х годов почти все дома района были снесены до основания, и на их месте был построен въезд в тоннель Бруклин — Бэттери, открывшийся в 1950 году.

## Транспорт
Улица обслуживается автобусными маршрутами M8, пересекающим её по 10-й улице в восточном и по Кристофер-стрит в западном направлениях, и M21, проходящим по Вашингтон-стрит между Хаустон- и Спринг-стрит. Ближайшими станциями метро к Вашингтон-стрит являются (с севера на юг):
- 14th Street — Eighth Avenue;
- Christopher Street — Sheridan Square;
- Houston Street;
- Canal Street;
- Franklin Street.